# Mycterus curculioides
Mycterus curculioides är en skalbaggsart som först beskrevs av Fabricius 1781.  Mycterus curculioides ingår i släktet Mycterus, och familjen Mycteridae. Arten har ej påträffats i Sverige.

## Bildgalleri

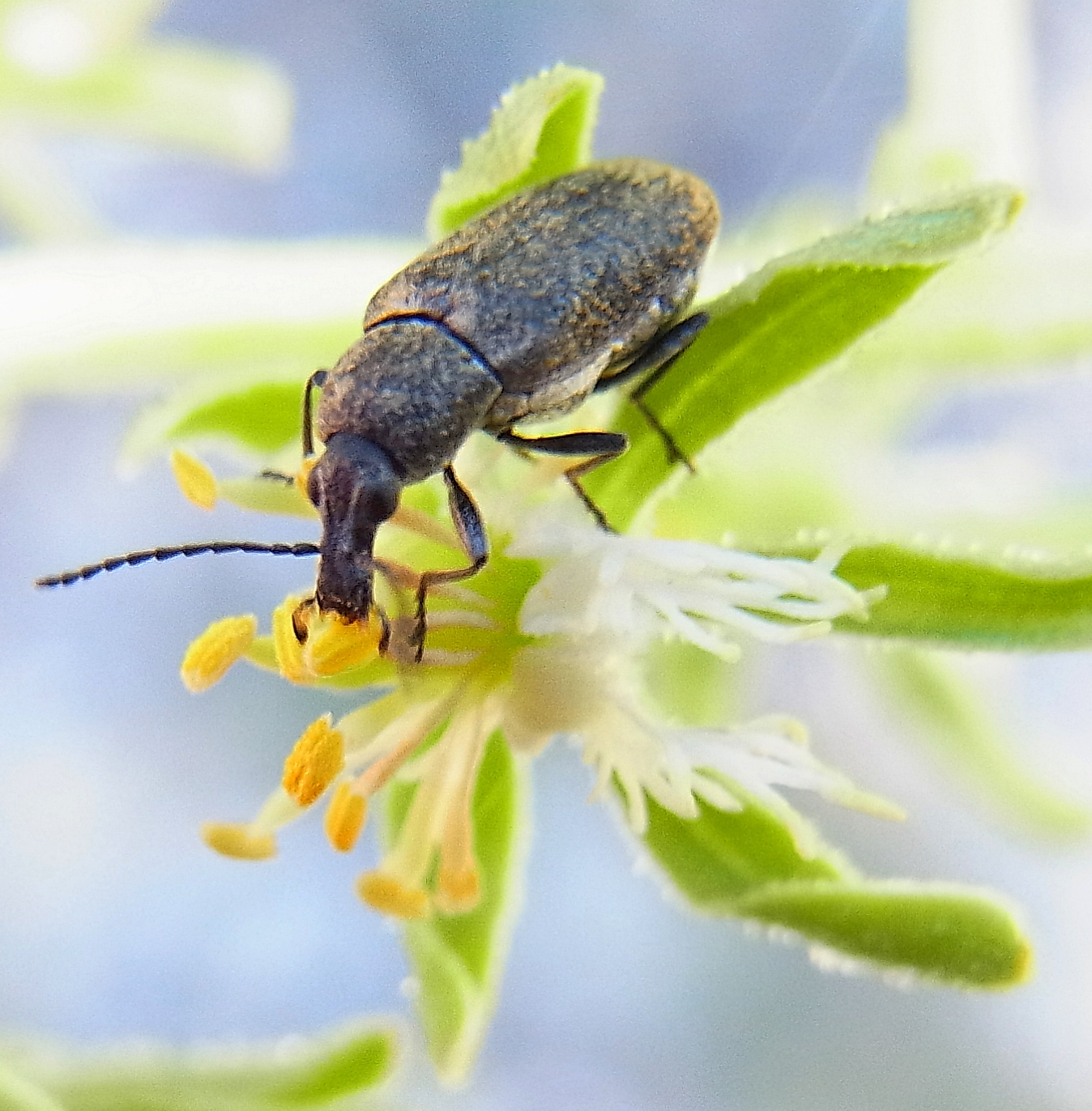
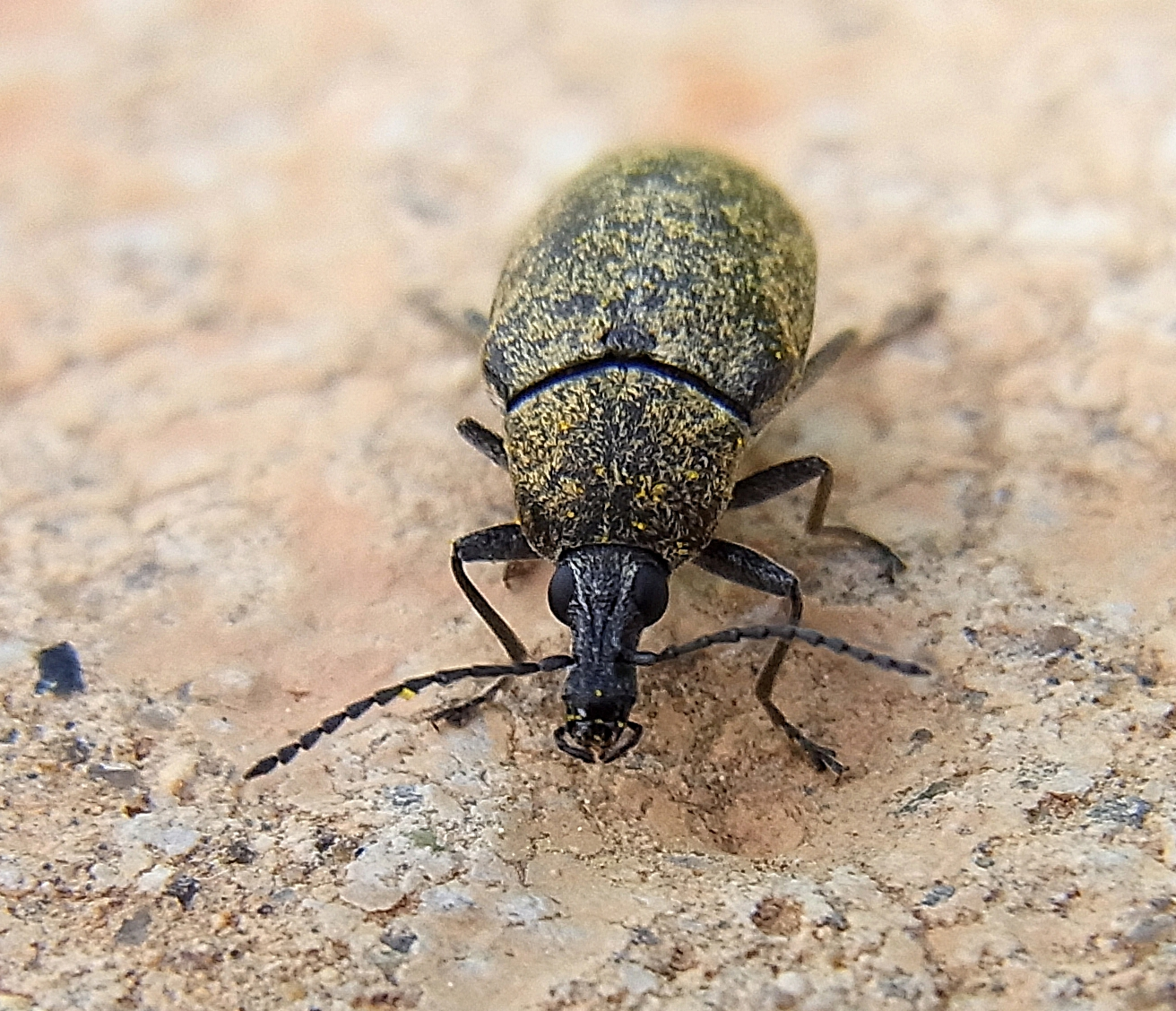
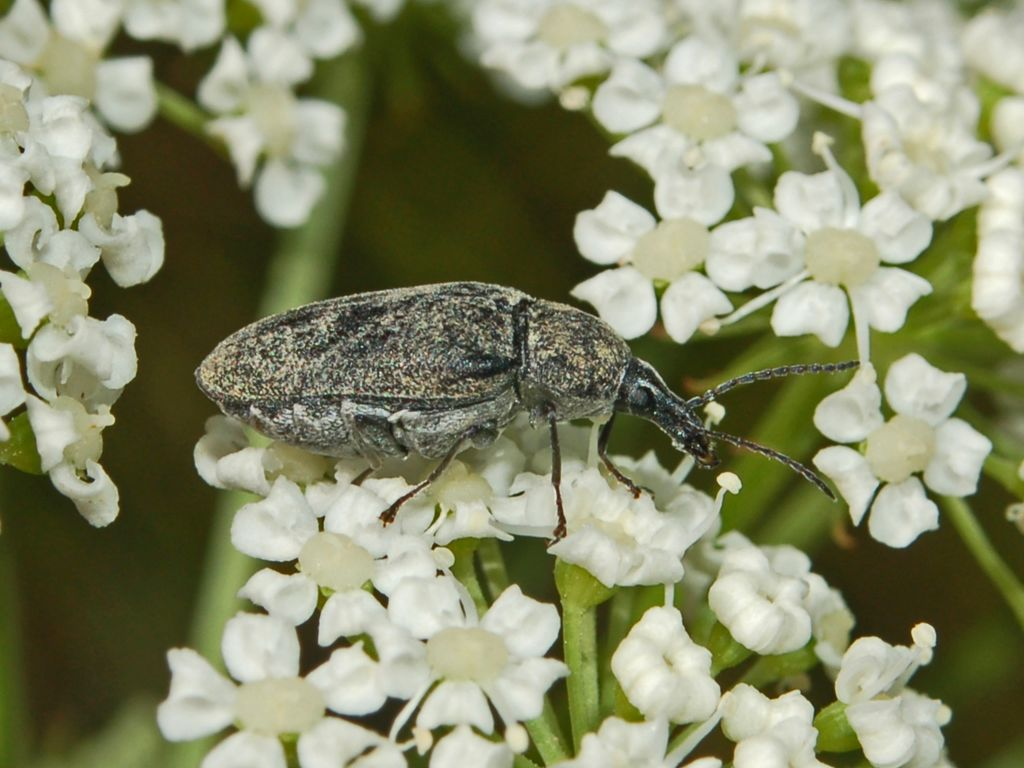